# Vassincourt
Vassincourt település Franciaországban, Meuse megyében. Lakosainak száma 276 fő (2022. január 1.). Vassincourt Contrisson, Couvonges, Mognéville, Val-d’Ornain, Neuville-sur-Ornain és Revigny-sur-Ornain községekkel határos.

## Népesség
A település népessége az elmúlt években az alábbi módon változott:
| Lakosok száma | 194  | 294  | 269  | 291  | 289  | 274  | 266  | 280  | 283  | 276  |
|               | 1968 | 1982 | 1990 | 2006 | 2013 | 2015 | 2017 | 2019 | 2020 | 2022 |